# Quobna Ottobah Cugoano
Quobna Ottobah Cugoano (1757?-1801?) abolicionista de Ghana activo en Inglaterra en la última mitad del siglo XVIII. 

## Biografía
Nacido entre los fante, pueblo que constituiría más tarde Ghana, fue secuestrado y vendido como esclavo en 1770. Embarcó para las Indias Occidentales, pero en 1772 desembarcó en Inglaterra, donde fue bautizado como "John Stuart" al año siguiente.
En 1784, los artistas Richard Cosway y su esposa Maria lo contrataron como sirviente. Esto fue un punto de inflexión en su vida, ya que le sirvió para conocer a diversas personalidades del momento. Junto a Olaudah Equiano y otros africanos educados en el Reino Unido, constituyó Sons of Africa (Hijos de África), grupo abolicionista que condenaba cualquier tipo de esclavitud. 
Cugoano fue el miembro más destacado del grupo, arremetiendo contra la trata de esclavos y diciendo que el principal problema del colonialismo esclavista en América eran las plantaciones masivas de cultivos que iban apareciendo. Devoto cristiano, en su obra aparecen numerosas referencias religiosas, pero condenó severamente la actitud británica ante la esclavitud y llamó a los esclavos a la rebelión. Su obra más importante fue Thoughts and Sentiments on the Evil of Slavery and Commerce of the Human Species (1787).
Cuatro años más tarde publicó una versión abreviada especialmente para los esclavos. Poco se sabe de este autor después de la publicación de este libro.